# Амбра

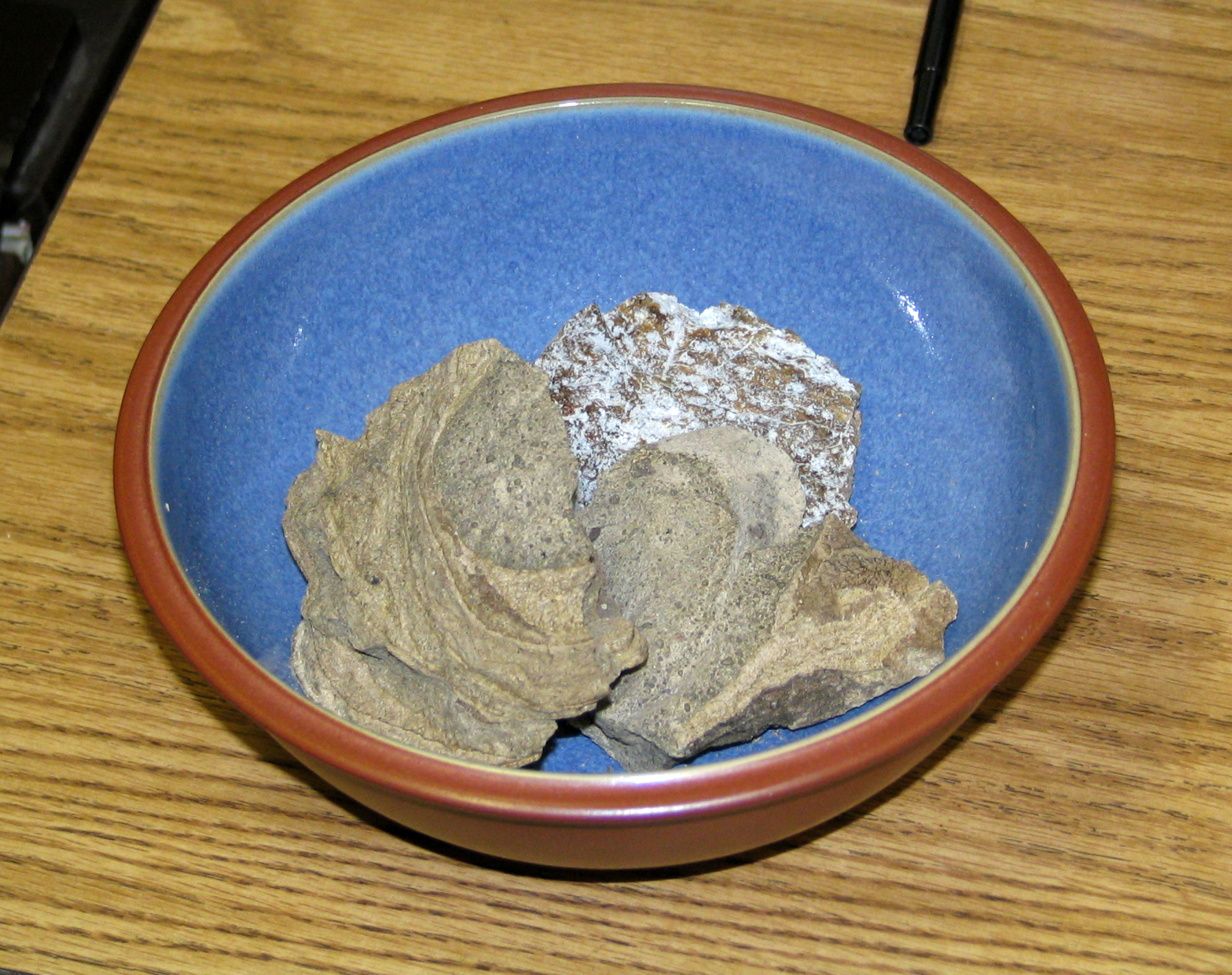
Амбра в миске

А́мбра (от араб. анбар), серая амбра — твёрдое, горючее воскоподобное вещество, образующееся в пищеварительном тракте кашалотов. Встречается также плавающей в морской воде или выброшенной на берег. Она высоко ценится в парфюмерии, используется как фиксатор запаха, изредка как ароматизатор. Также применяется в традиционной медицине и в гомеопатии.
В средневековой Европе и на Востоке амбре приписывались лечебные свойства, её рекомендовали как панацею от многих болезней. Однако современная наука не подтверждает наличие у амбры подобных свойств. 

## Происхождение
Сейчас уже почти точно установлено, что амбра выделяется в результате раздражения слизистой кишечника, вызываемого роговыми клювами проглоченных кашалотом кальмаров, во всяком случае, в кусках амбры всегда можно обнаружить множество непереваренных клювов головоногих. На протяжении многих десятилетий учёным так и не удалось установить, является ли амбра продуктом нормальной жизнедеятельности или результатом патологии. В отсутствие китобойного промысла единственным источником амбры сейчас могут служить только находки её кусков, выброшенных морем.

## Свойства
Куски амбры имеют различную округлую форму, весят от десятков граммов до десятков килограммов; масса самого крупного «самородка» — 340 кг (найден на берегу острова Мадейра в 1942 году). Плотность 900—920 кг/м3. Размягчается в руках, тает при 62 °C, образуя жёлтую вязкую жидкость, и при 100 °C испаряется, образуя белый пар. Горюча. Хорошо растворима в спиртах, простых и сложных эфирах, жирных и эфирных маслах, но не растворяется в воде.
В свежем виде амбра представляет собой мягкую массу черноватого или сероватого с чёрным цвета, обладающую неприятным фекальным запахом. Под действием морской воды и света она постепенно осветляется, становясь коричневатой или светло-серой («белая амбра»), и твердеет. Одновременно её запах облагораживается и смягчается, делаясь сладковатым и мускусным, по парфюмерной оценке — «землистым», «морским» и «животным». После очистки и сушки цвет амбры — от чёрного до золотистого и белого (последние разновидности наиболее ценны).

## Добыча
Амбру находят на берегу Атлантического океана, на берегах Бразилии, Африки, Мадагаскара, Индии, Китая, Японии, Австралии, Новой Зеландии и Молуккских островов.

## Состав
Специфический запах амбры обусловлен продуктами окисления тритерпенового спирта амбреина, который по составу близок к холестерину. Кроме него, амбра содержит хлорид натрия, фосфат кальция, алкалоиды, бензойную кислоту.
Основные (до 70 %) компоненты амбры — нелетучие политерпеновые соединения: амбреин, который получают с помощью перерастворения в горячем спирте, холестерин и эпикопростанол. Они служат фиксаторами запаха, поскольку удерживают летучие душистые вещества на коже, замедляя их испарение из ароматической смеси.

## Синтетические аналоги и рынок
В XX веке потребность в амбре стимулировала поиск синтетических веществ для удовлетворения растущего спроса на редкий и дорогой природный продукт. Старейшие и широко применяемые заменители — амброксид, получаемый из натурального склареола, позже — из туйона и других веществ. Разработана также биотехнологическая схема получения амброксида (микробный синтез).
В США продажа любых продуктов, происхождение которых связано с исчезающими видами животных (включая амбру, найденную на берегу), запрещена с 1973 года.